# Hrvatski branik (Srijemska Mitrovica)
Hrvatski branik je bio hrvatsko glasilo iz Srijemske Mitrovice (u zaglavlju je pisalo samo "Mitrovice").
Izlazio je od 1893. godine, svake subote.
Urednik mu je prvih godina bio Đuro Mihelčić, a kasnije Ivo Svirčević i Nikola Dogan.
Zabranjen mu je bio rad 1914. kao nepoćudni list, zbog ratnih nepogoda, a radi održavanja pro-vladina morala i suzbijanja rada slavenskih nacionalno svjesnih te klasno svjesnih glasila (primjerice, zabranjeni su i osječki "Volksreich", šidsko "Pravo naroda", vinkovačka "Svjetlost" te neki srpski listovi). "Hrvatski branik" je zabranjen kao pravaški radikalni list.
U svom zaglavlju se list definirao kao "list za politiku, društveni i javni život".
Od poznatijih suradnika, u njemu je objavljivao i dr Ilija Abjanić, autor "Ljekarskog rječnika horvatskoga govora".

## Vanjske poveznice
- Hrvatska riječ u Srijemu  Arhivirana inačica izvorne stranice od 29. srpnja 2007. (Wayback Machine)
- Slavonija i slavonske jedinice u Prvom svjetskom ratu
- O Iliji Abjaniću